# E89号線
E89号線 (E89ごうせん、英: European route E89) は、欧州自動車道路のAクラス幹線道路。全線がトルコにあり、ゲレデとアンカラを結ぶ。

## 経路

### 経過する主要都市
- トルコ
  - E80 – ゲレデ
  - Kızılcahamam
  - E90, E88 – アンカラ